# Alizé Fort
El Alizé Fort es un equipo de Fútbol de Comoras que juega en la Primera División de Gran Comora, una de las ligas que conforman la Primera División de las Comoras.

## Historia
Fue fundado en el año 1965 en la localidad de Salimani Hambou. Ganó su primer título importante en la temporada 2023/24 cuando fue campeón de la Copa de las Comoras al vencer en la final por 3-2 al Etoile du Centre.
Su primera aparición en una competición internacional fue en la Copa Confederación de la CAF 2024-25 donde fue eliminado en la primera ronda por la Associação Black Bulls de Mozambique.

## Palmarés
- Copa de las Comoras: 1

2023/24

## Participación en competiciones de la CAF
| Temporada | Torneo                       | Ronda         | Club        | Casa | Visita | Global |
| --------- | ---------------------------- | ------------- | ----------- | ---- | ------ | ------ |
| 2024/25   | Copa Confederación de la CAF | Primera ronda | Black Bulls | 0-7  | 0-4    | 0-11   |